# فوسفات أحادي البوتاسيوم
فوسفات أحادي البوتاسيوم أو MKP (يُعرف أيضًا بأسماء: فوسفات البوتاسيوم ثنائي الهيدروجين، أو KDP، أو فوسفات البوتاسيوم أحادي القاعدة)، KH2PO4، هو ملح قابل للذوبان يتكون من البوتاسيوم وأيون الفوسفات ثنائي الهيدروجين. يُستخدم المركب في الأسمدة، والإضافات الغذائية، ومبيدات الفطريات. يُعد المركب مصدرًا للفسفور والبوتاسيوم. كما يُستخدم كعامل للحفاظ على درجة الحموضة. عند استخدامه في مزائج الأسمدة مع اليوريا وفوسفات الأمونيا، يقلل المركب من هروب الأمونيا عن طريق الاحتفاظ بمستوى منخفض نسبيًا من الأس الهيدروجيني.